# Рижаков Валерій Миколайович
Валерій Миколайович Рижаков (нар. 23 грудня 1945, Москва, Російська РФСР, СРСР — пом. 31 грудня 2015, Москва, Росія) — радянський і російський актор театру і кіно. Заслужений артист РРФСР (1984).

## Біографія
Народився 23 грудня 1945 року в Москві. У 1967 році закінчив ВДІК (майстерня Володимира Бєлокурова). У 1968 — 1970 роках служив актором трупи Центрального академічного театру Російської армії (ЦАТРА). З 1970 по 1992 рік — актор ЦКДЮФ імені М. Горького. Став широко відомий за роллю Юрія Хмеля з багатосерійного фільму « Юркові світанки» (1974).
На початку 1990-х років залишив акторську професію і став підприємцем, успішно займався видавничою справою. Але незабаром пішов у релігію. Служив при храмі Трійці Живоначальної в Троїце-Голенищева в Москві.
Був тричі одружений. З третьою дружиною — Валентиною Василівною, гримером кіностудії «Мосфільм», актор прожив у шлюбі 38 років.
Помер 31 грудня 2015 року на 71-му році життя. Похований в Москві на Востряковському кладовищі.

## Визнання і нагороди
- Державна премія СРСР (1980) — за роль Володимира Ерошина у фільмі "Смак хліба" (1979).
- Заслужений артист РРФСР (1984).

## Ролі в кіно
- 1960 — Повість полум'яних літ —  школяр
- 1961 — Друг мій, Колька! —  школяр
- 1961 — Мішка, Серьога і я —  Гарік Верезін
- 1963 — Полустанок —  шофер Васька
- 1963 — Великі і маленькі —  читач
- 1964 — Де ти тепер, Максиме? —  Генка Потапов
- 1965 — Немає невідомих солдатів —  Кандиба
- 1965 — Мандрівник з багажем —  Федько
- 1967 — Комісар —  курсант
- 1967 — Одного разу вночі —  сержант Павлов
- 1967 — Осінній етюд —  Валерій
- 1967 — «Я вас кохав…» —  Жора
- 1968 — Новенька —  Шурик
- 1969 — Тренер —  Інокентій Сосновський
- 1970 — Повернення «Святого Луки» —  Сергій Рязанцев
- 1971 — Червона заметіль —  Леонаш Балте
- 1971 — Офіцери —  капітан Юрій Сергєєв
- 1971 — Телеграма —  один Гліба
- 1971 — Жартуєте? —  Анатолій
- 1972 — Увімкніть північне сяйво —  Євген Чимбарцев
- 1972 — Довіра —  Олексій
- 1972 — Пізнай себе —  Вадим
- 1973 — Варіант другий
- 1973 — Юнга Північного флоту —  Новиков
- 1974 — День починається опівночі
- 1974 — Юркові світанки —  Юрій Хміль
- 1977 — Сідай поруч, Мішка! —  Олексій Павлович
- 1978 — На новому місці —  Володька Тихонов
- 1979 — Смак хліба —  Володимир Єрошин
- 1980 — Скринька Марії Медичі —  Володимир Костянтинович Люсін
- 1980 — Шлях до медалей —  Каменецький
- 1981 — 34-й швидкий —  пасажир — заєць
- 1981 — Синдикат-2 —  Сергій Васильович Пузицький
- 1982 — Бій на перехресті —  Калугін
- 1982 — Рік активного сонця
- 1982 — Захоплення —  Сергій Васильович Новіков
- 1982 — Наказ: перейти кордон —  Іван Федотич
- 1983 — Попереду океан —  Костянтин Ілліч Басаргін
- 1984 — Ось прийде серпень —  дядько Женя
- 1984 — Парашутисти —  Матвій Гостилий
- 1986 — Досьє людини в «Мерседесі» —  Володимир Іванович Корін
- 1989 — Бархан —  Гоша (Георгій Миколайович) Петрунин, архітектор
- 1989 — Перед світанком —  Микола Петрович
- 1991 — Московська любов —  епізод

## Роботи в озвучуванні

### Радянські фільми
- Семеро синів моїх (1970) — Джалал (роль Енвера Гасанова)
- Лицар королеви (1970) — Маргеріс Гоба (роль Юриса Грустіньша)
- Геркус Мантас (1972) — Ауктума (роль Пранас Пяулокаса)
- Щастя вам, дівчатка! (1972) — Рустам (роль Анара Шахла)
- Саджанці (1972) — тисне (роль Кахі Кавсадзе)
- Коли зацвів мигдаль (1972) — Зура (роль Зураба Кипшидзе)
- Пам'ятник (1972) — Сафарян (роль С. Айвазяна)
- Вулиця (1972) — Аваза (роль Чоробек Думанаєва)
- В добру путь (1973) — Автанділ Джакели (роль Гії Іашвілі)
- Небезпечною морської дорогою (1973) — Муртуз (роль Рауфа Ганиева)
- У Баку дмуть вітри (1974) — Азад Курбанов (роль Шахмар Алекперова)
- Колір золота (1974) — Микола (роль Олександра Спиридонова)
- Літо мотоциклістів (1975) — Маріс (роль Петеріса Гаудіньша)
- Піди розберися (1976) — Галактіон (роль Георгія Гегечкорі)
- Мама, я живий! (1977) — текст за кадром
- Подарунки по телефону (1977) — Яковлев (роль Віктора Плюта)
- Професія — кіноактор (1979) — текст за кадром
- Дерево Джамал (1980) — Емін (роль Ходжакулі Нарлієва)
- Довга дорога в дюнах (1980) — Ріхард Лозберг (роль Ромуалдаса Раманаускаса)
- Іспанський варіант (1980) — Ян Пальма (роль Яніса Плесумса)
- Гра (1981)
- Арабелла — дочка пірата (1981)
- Політ через Атлантичний океан (1983) — текст за кадром
- Хто ти, вершник? (1987) — Ерали (роль Кумана Тастанбекова)